# Brayan Rodallegas
Brayan Santiago Rodallegas-Carvajal (Villavicencio, 15 novembre 1997) è un sollevatore colombiano attivo nelle categorie dei pesi medi (fino a 77/81 kg.), dei pesi massimi leggeri (fino a 85/89 kg.) e dei pesi medio-massimi (fino a 94/96 kg.).

## Carriera
Nel 2017 Rodallegas cominciò a mettersi in evidenza nelle categorie senior vincendo la medaglia di bronzo nella categoria dei pesi medi (fino a 77 kg.) ai Campionati panamericani di Miami con 331 kg. nel totale.
L'anno seguente, passato alla categoria superiore dei pesi massimi leggeri (fino a 85 kg.), ottenne la medaglia d'argento ai Campionati panamericani di Santo Domingo con 367 kg. nel totale.
Nel 2019 ritornò alla categoria dei pesi medi, il cui limite era stato nel frattempo elevato a 81 kg., e vinse dapprima la medaglia d'oro ai Campionati panamericani di Città del Guatemala con 363 kg. nel totale e poi, con lo stesso risultato nel totale, la medaglia d'oro ai Giochi panamericani di Lima. Qualche mese dopo vinse anche la medaglia di bronzo ai Campionati mondiali di Pattaya con 363 kg. nel totale, alle spalle dei cinesi Lü Xiaojun (378 kg.) e Li Dayin (377 kg.).
Nel 2021 conquistò altre due medaglie d'oro, la prima ai Campionati panamericani di Santo Domingo 2020, disputati nel 2021 a causa della pandemia Covid-19, con il risultato di 363 kg. nel totale, e l'altra ai Campionati panamericani 2021 di Guayaquil con 347 kg. nel totale. Tra i due eventi, nel mese di luglio, partecipò alle Olimpiadi di Tokyo 2020, terminando al 5° posto finale con 359 kg. nel totale.
L'anno successivo, dopo essere passato nuovamente alla categoria superiore dei pesi massimi leggeri (fino a 89 kg.), vinse un'altra medaglia d'oro ai Campionati panamericani di Bogotà con 382 kg. nel totale. Qualche mese dopo vinse anche la medaglia d'argento ai Campionati mondiali di Bogotà con 381 kg. nel totale, battuto dal venezuelano Keydomar Vallenilla-Sánchez (385 kg.).